# 蜂須賀光隆
蜂須賀 光隆（はちすか みつたか）は、阿波国徳島藩3代藩主。

## 経歴

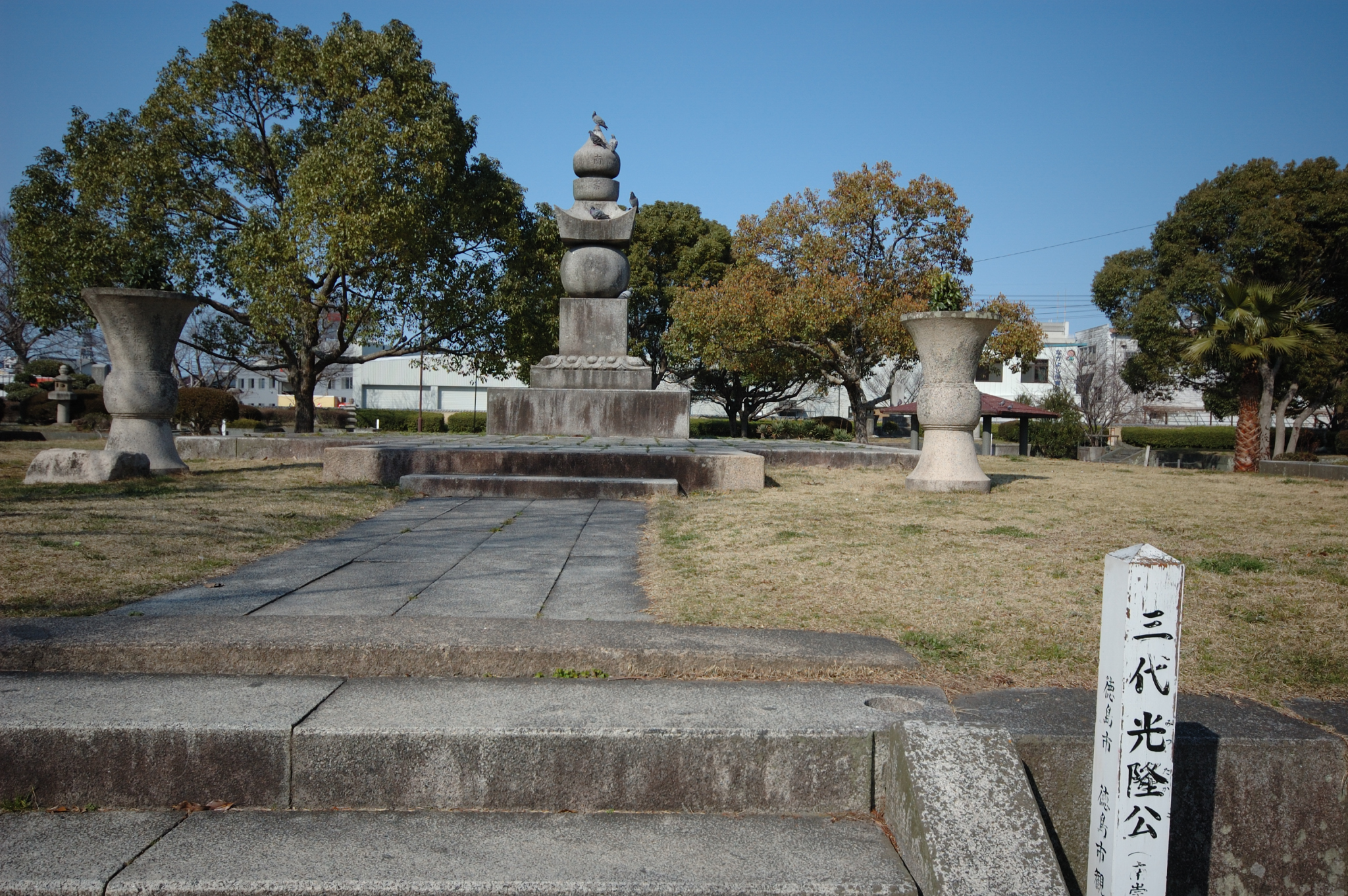
興源寺の墓所（徳島県徳島市下助任町）

2代藩主蜂須賀忠英の長男。母は小笠原忠真の養女（小笠原忠脩の娘）・齢昭院。幼名は千松丸。初名は至政（よしまさ）。
寛永19年（1642年）、13歳のときに徳川将軍家に初御目見、将軍徳川家光から偏諱を賜って光隆に改名。承応元年（1652年）、父の死去に伴い徳島藩第3代藩主となる。
幕命で縁者である旗本奴水野十郎左衛門成之（父・忠英の妹正徳院の息子）を預かったこと、非常に盛大な鷹狩を行ったこと、四国八十八ヵ所の常楽寺を再興したこと、万治3年（1660年）に刀工氏吉を招いたこと、翌万治4年（1661年）には井戸寺の本堂が再建されたことなどが事跡として残り、先祖小六正勝の血を確かに受け継いだ幕府の信頼篤い武人の姿が垣間見える。
1666年（寛文6年）に死去し、跡を長男・綱通が継いだ。享年37。戒名は南崇院乾徳剛漢。
墓所は徳島県徳島市助任の興源寺。

## 官職および位階等の履歴
- 1648年（慶安元年）12月22日、従四位下因幡守。
- 1652年（承応元年）5月27日、阿波蜂須賀家の家督相続。
- 1653年（承応2年）12月26日、侍従兼任。阿波守に任替。

## 系譜
- 父：蜂須賀忠英（1611-1652）
- 母：齢昭院（?-1655） - 繁、小笠原忠真の養女、小笠原忠脩の娘
- 正室：金姫（?-1703） - 小笠原長次の長女
  - 長男：蜂須賀綱通
  - 養女：井伊直興婚約者 - 実父は蜂須賀隆重で光隆の姪
- 側室：稲井氏
  - 女子：幸姫 - 丹羽長次正室

## 偏諱を与えた人物
光隆時代
- 蜂須賀隆重（実弟）
- 蜂須賀隆矩（実弟）
- 蜂須賀隆喜（実弟）